# Thompsonella (protista)
Thompsonella es un género de foraminífero bentónico de la subfamilia Fusulinellinae, de la familia Fusulinidae, de la superfamilia Fusulinoidea, del suborden Fusulinina y del orden Fusulinida. Su especie tipo es Thompsonella rugosa. Su rango cronoestratigráfico abarca el Stephaniense superior (Carbonífero superior).

## Discusión
Clasificaciones más recientes incluyen Thompsonella en la subclase Fusulinana de la clase Fusulinata.

## Clasificación
Thompsonella incluye a las siguientes especies:
- Thompsonella cylindrica †
- Thompsonella hatchetensis †
- Thompsonella rugosa †